# エプソンスペシャル 地球の歩き方
エプソンスペシャル 地球の歩き方（エプソンスペシャル ちきゅうのあるきかた）は、テレビ朝日系列で、毎週日曜日午後2時 - 3時25分（JST）に放送されていた単発特別番組枠『サンデープレゼント』内で、年数回放送されていた紀行番組である（地上波放送日の夜にBS朝日でも時差放送）。ハイビジョン制作・字幕放送。
セイコーエプソンの一社提供番組で、同番組ではエプソンの商品やプリンターなどの機能紹介も放送されていた。また、地上デジタル放送やワンセグでは番組内容と連動したデータ放送を行っていた。

## 放送履歴
第1回
「クロアチアからの旅」
- 放送日時：2007年9月16日 14:00 - 15:25
- 旅人：桜井幸子、筧利夫

第2回
「迷宮の王国 モロッコ」
- 放送日時：2008年1月13日 14:00 - 15:25
- 旅人：鈴木杏、三好和義

第3回
「モナコ〜フィレンツェ 美の旅」
- 放送日時：2008年3月16日 14:00 - 15:25
- 旅人：黒谷友香、三好和義

第4回
「北欧ノルウェー 世界遺産の旅」
- 放送日時：2008年9月28日 14:00 - 15:25
- 旅人：黒川芽以、寺田有希、吉村和敏

第5回
「ポルトガル 「色彩」を撮る旅」
- 放送日時：2008年12月14日 14:00 - 15:25
- 旅人：高橋マリ子、吉村和敏

第6回
「オーストラリア 世界遺産3000キロの旅」
- 放送日時：2009年3月15日 14:00 - 15:25
- 旅人：高橋マリ子、中村征夫

## ナレーター
- 武田広